# Maya Berović
Maja Berovićová (srbochorvatsky Maja Berović / Маја Беровић; * 8. července 1987 Ilijaš, Jugoslávie), známá jako Maya Berovic, je bosensko-srbská popová zpěvačka. Hudební kariéru začala v roce 2006 jako turbofolková zpěvačka a od roku 2014 je jednou z předních interpretek ve státech bývalé Jugoslávie. Je také známá pro svou spolupráci s bosenskými rappery.

## Život
Maja Berović se narodila 8. července 1987 v Ilijaši, ve městě poblíž Sarajeva v tehdejší Socialistické republice Bosna a Hercegovina, součásti Socialistické federativní republiky Jugoslávie. Po rodičích je bosenská Srbka. Když jí byly 3 roky, přišla o svého otce. Rodina žila v Ilijaši až do konce Bosenské války v roce 1995, kdy se Maja s její matkou a starším bratrem přestěhovala do Bratunace, odkud pochází její matka. Maja během rozhovoru v roku 2016 popsala její dětství, které prožila během války:
„Měla jsem tu smůlu, že patřím ke generaci, která vyrůstala během války v Bosně. Mám mnoho ošklivých i krásných vzpomínek z tohoto období mého života. Mezi ty ošklivé patří stěhování mé rodiny se snahou najít místo pro klidný život, ačkoliv jsem v té době nevěděla o všech hrůzách té situace. Většinu mého dětství jsem strávila tím, že jsem si hrála, jako každé dítě.“
V Bratunaci začala Maja chodit do školy a poprvé začala s hudebním vzděláváním. Od svých dvanácti do osmnácti let každý víkend vystupovala na diskotékách. V dětství poslouchala řadu turbofolkových zpěvaček, které později ovlivnily její kariéru. Patří mezi ně hlavně Dragana Mirković, Lepa Brena a Ceca.